# Подвойская, Нина Августовна
Ни́на А́вгустовна Подво́йская (урождённая Дидрики́ль; 13 [25] декабря 1882, Кадниковский уезд, Вологодская губерния — 7 февраля 1953, Москва) — русская революционерка и общественная деятельница. Жена революционера Николая Ильича Подвойского.

## Биография
Антонина Дидрикиль родилась 13 (25) декабря 1882 года в усадьбе Любино Троице-Енальской волости Кадниковского уезда Вологодской губернии. Отец — Август Иванович, управляющий лесного частного имения Александра Аркадьевича Суворова. В семье было десять детей. Из них пятеро — девочки, Н. А. Дидрикиль была младшей из них.
Когда Нине было семь лет, умерла её мать. Затем она оказалась на иждивении у старших братьев и сестёр, переезжая от одного к другому. Причиной тому стало следующее: «Из-за своего бунтарского характера не может подолгу посещать одну и ту же гимназию».
Осенью 1898 года успешно сдала экзамены в Марининской женской гимназии. Здесь она нашла свою будущую судьбу, познакомившись с лицами, которые вели политическую работу среди учащихся. Участвовала с 1898 года в работе социал-демократических кружков Ярославля и Перми. В 1902 году вступила в РСДРП. Также являлась членом Северного рабочего союза. В 1903 году была членом комитета РСДРП в Новгороде, Москве, Костроме.
Нина Августовна — участница революционного восстания 1905—1907 годов. Неоднократно была арестована, но вместе с мужем Николаем Ильичом Подвойским продолжала заниматься политической пропагандой.
В 1906 году арестована, приговорена к ссылке в Сибирь, бежала и уехала за границу. Была членом Бернской группы большевиков.
С 1908 года работала в Санкт-Петербурге в издательстве «3ерно», в профсоюзах, в журнале «Вопросы страхования».
B марте 1917 года Н. А. Подвойская была назначена помощником секретаря Петербургского комитета РСДРП(б). Она записывала выступление Владимира Ильича Ленина на Финляндском вокзале, знаменитые «апрельские тезисы». В октябре работала в военно-революционном комитете, созданном при Петроградском совете.
В 1918—1924 годах работала в Народном комиссариате просвещения, Политуправлении РККА, в аппарате ЦК РКП(б). В 1920 году вошла в состав чрезвычайной комиссии по ликвидации неграмотности.
В 1924 году Нина Августовна была направлена в Институт В. И. Ленина при ЦК РКП(б) для работы над Ленинскими сборниками.
За многолетнюю плодотворную работу по подготовке ленинского литературного наследия старший научный сотрудник института Маркса — Энгельса — Ленина Н. А. Подвойская была награждена орденом Трудового Красного Знамени. Без защиты диссертации ей было присвоено звание кандидата исторических наук высшей аттестационной комиссией.
Скончалась в Москве 7 февраля 1953 года.

## Комментарии
1. ↑  Нина — партийное имя, присвоенное для нелегальной деятельности.
2. ↑  Также встречается вариант Де Дрики́ль.